# José Carbonell
Josep Carbonell (Espanya, segle XIX) va ser un cantant líric. Es va presentar a Madrid el 1856 amb El diablo en el poder de Barbieri i, a partir d'aquell moment, va tenir una activa vida com a intèrpret de sarsuela. A l'estrena d'aquesta obra es va dir d'ell: “Havia cantat amb molt d'aplaudiment d'òperes a Barcelona; és jove, de bona presència, bonica veu i bon estil de cant. Diu bé i es presenta amb soltura a escena, encara que mai parlà en castellà al teatre. Va ser molt aplaudit”. Quan a 1860 es va constituir la nova Companyia de Sarsuela de Barcelona dirigida per Olona, Carbonell va ser un dels principals actius; amb ella va actuar també al Teatre de la Princesa a València.